# Tepegöz
|  | Dieser Artikel wurde aufgrund von inhaltlichen Mängeln auf der Qualitätssicherungsseite des Projektes Türkei eingetragen. Hilf mit, die Qualität dieses Artikels auf ein akzeptables Niveau zu bringen, und beteilige dich an der Diskussion! |

Tepegöz ist ein Unhold in der türkischen Mythologie, der wie ein Kyklop nur ein Auge auf der Stirn hat. Er taucht im Buch von Dede Korkut auf, das als die bedeutendste Erzähltradition der Oghusen gilt.

## Bedeutung
In den Turksprachen bedeutet tepe/təpə „Stirn“ und goz/göz bedeutet „Auge“, also Tepegöz „Auge auf der Stirn“, weil das Auge des Tepegöz mitten auf seiner Stirn liegt. Eine andere Bedeutung von Tepegöz ist die kleine Öffnung an der Spitze einer Jurte.

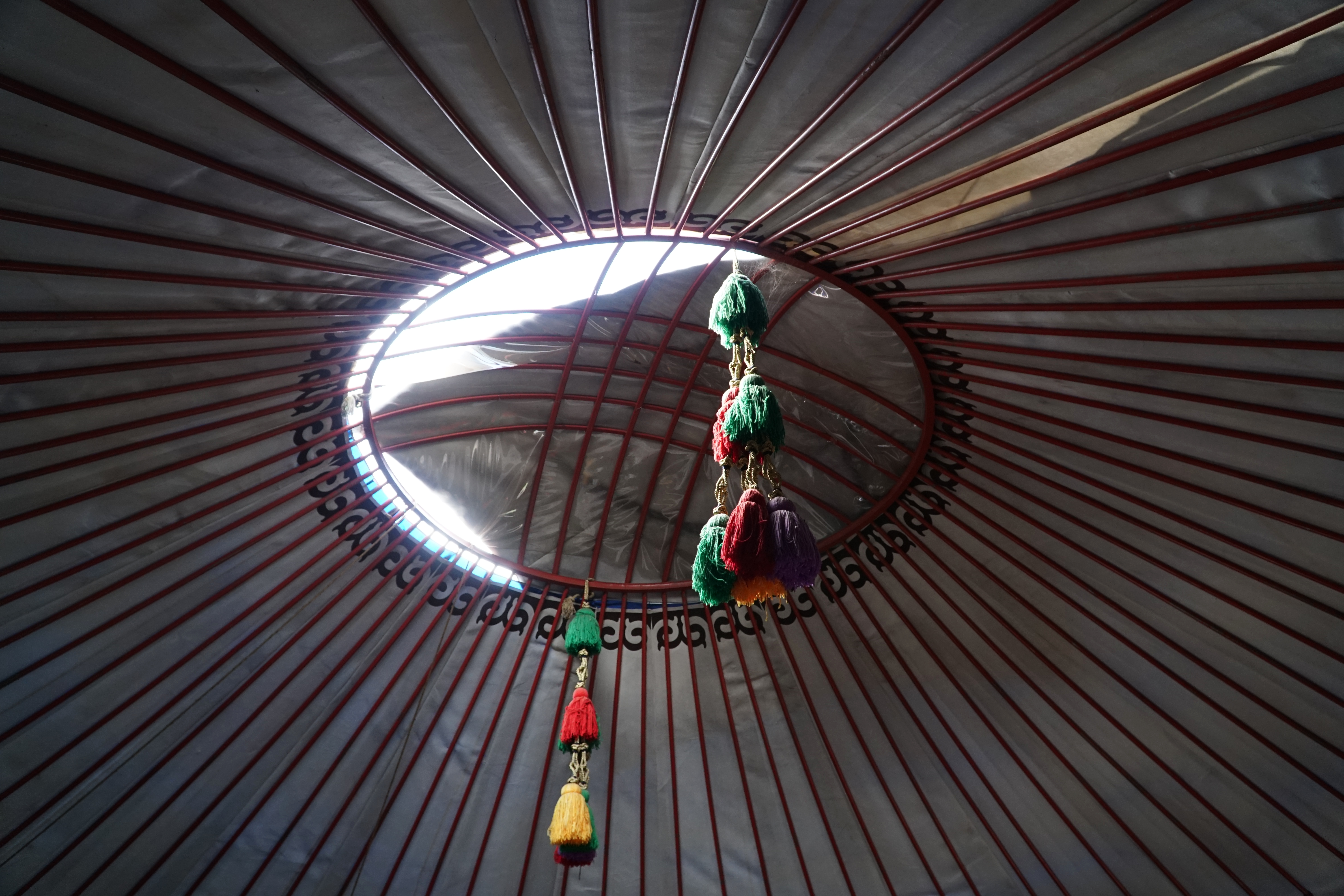
Spitzenöffnung einer Jurte

## Bücher und Filme

### Buch
Im ersten Teil des Buches von Dede Korkut werden die Territorien der Oghusen angegriffen. Als die Oghusen fliehen, wird der Sohn von Aruz zurückgelassen und von einem Löwen aufgezogen. Der Sohn wird sehr wild, greift Pferde an und trinkt deren Blut. Als eines Tages Jäger ihn finden, wird er an seinen eigentlichen Vater, Aruz, zurückgegeben, woraufhin er nach einiger Zeit versteht, dass er eigentlich ein Mensch ist. Dede Korkut gibt ihm deswegen den Namen Basat (Bas bedeutet zerstören und At bedeutet Pferd)

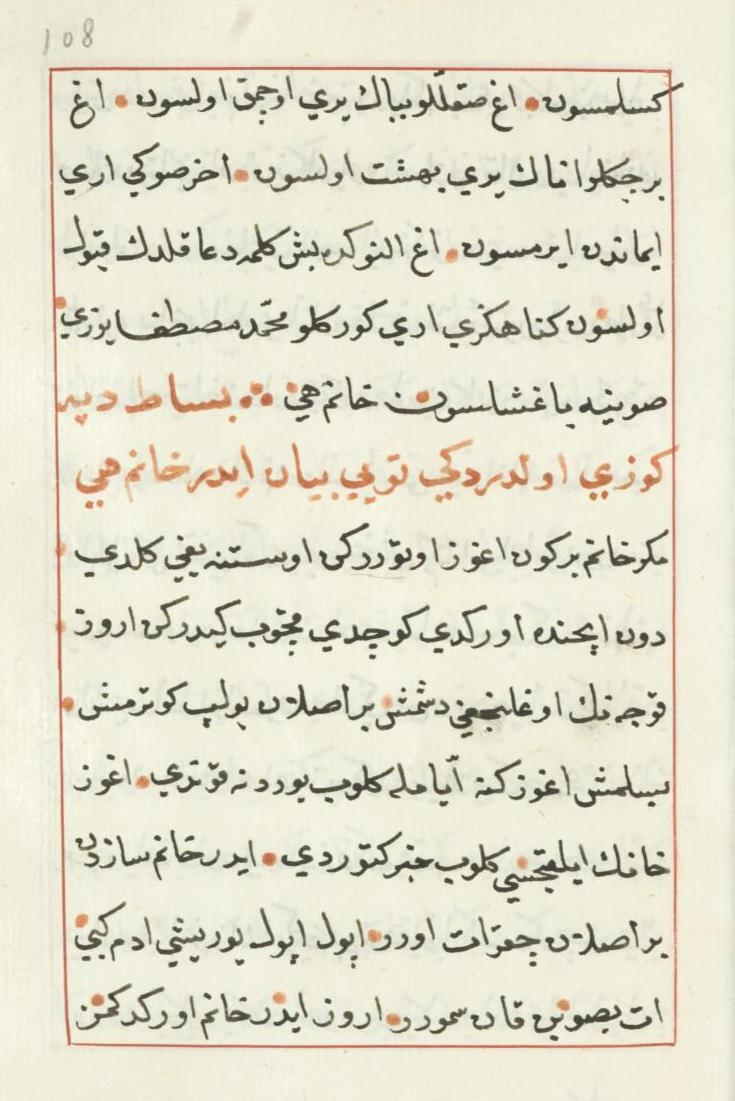
Basat tötet Tepegöz, erwähnt im Buch von Dede Korkut

Ein paar Jahre später gebärt eine Nymphe eine komische Kreatur die von einem Oghusen entdeckt wird, woraufhin er aus Angst flieht. Als Bayandur Khan ihn findet, platzt auf einmal aus einem Riss ein Auge auf der Stirn hervor. Aruz entscheidet sich den Jungen aufzuziehen, was sich am Ende als fataler Fehler herausstellt. Nachdem Tepegöz älter wurde, fing er an, Menschen zu entführen und zu essen. Als Aruz dies erfährt, schleicht er in einer Nacht in das Zelt von Tepegöz, weckt ihn und verbannt ihn mit seinen anderen Männern und Bayandur Khan aus dem Dorf. Daraufhin flieht Tepegöz und wird von einem Engel zu einem Teich geführt, in dem badet und darauf stark und unbesiegbar wird. Einige Jahre später stürmt er das Dorf, zerstört alles und tötet jeden, der in seinem Wege steht. Als die Truppen versuchen ihn anzugreifen, prallen Schwerter und Pfeile von ihm ab. Die Hälfte der Oghusen-Truppen stirbt oder wird von Tepegöz entführt. Als die Dorfbewohner fliehen, stellt sich Tepegöz in ihren Weg und tötet mehr und mehr Menschen, egal ob alt, Frau oder Kind. Daraufhin versteckt er sich in seiner Höhle und frisst sie.
Daraufhin kommt Dede Korkut, um den Oghusen zu helfen. Er will, dass Tepegöz aufhört, das Dorf zu stürmen, woraufhin Tepegöz ein Ultimatum stellt und pro Tag 60 Menschen für sich verlangt. Als Dede Korkut dies ablehnt, sagt er, dass sie ihm 2 Männer und 500 Schafe geben können pro Tag, woraufhin Tepegöz dies akzeptiert. Als die Oghusen aber keine Schafe mehr haben, erklärt Tepegöz dem Oghusenstamm den Krieg.

### Tod von Tepegöz
Als Basat erfährt, was zwischen den Oghusen und Tepegöz passiert, beschließt er, zur Höhle von Tepegöz zu schleichen und ihn im Schlaf mit Pfeilen anzugreifen. Als Tepegöz aber aufwacht, nimmt er Basat und befehlt seinem Koch aus Basat Essen zu machen, während er weiterschläft. Als Basat den Koch nach Tepegöz’ Schwachstelle fragt, sagt dieser, dass sein Auge aus Fleisch ist. So schleicht er an Tepegöz heran und greift sein Auge mit einem Schwert an. Daraufhin schreit Tepegöz vor Schmerzen und sagt Basat, dass ein magisches Schwert in seiner Höhle ist, mit dem man ihn umbringen kann, damit die Schmerzen endgültig aufhören. Basat nimmt das Schwert und köpft Tepegöz, woraufhin er das ganze Dorf, sich selber und die Oghusen rettet.

### Filme und Serien
- Dede Korkut Hikayeleri (Kinderserie von TRT)
- Kitabi Dədə Qorqud – Basat və Təpəgöz (aserbaidschanischer Film aus 2003)
- Dədə Qorqud (aserbaidschanisch-sowjetischer Film aus 1975)